# 似蟾真圓鰭魚
似蟾真圓鰭魚，為輻鰭魚綱鮋形目杜父魚亞目絨杜父魚科的其中一種，為溫帶海水魚，分布於北太平洋阿拉斯加北部至阿留申群島海域，棲息深度69-170公尺，體長可達7.4公分，棲息在沙石底質底層水域，生活習性不明。

## 扩展阅读
維基物種上的相關：似蟾真圓鰭魚